# 兼松正吉
兼松 正吉（かねまつ まさよし）は、戦国時代から江戸時代前期にかけての武将。「金松」との表記は誤記。

## 生涯
天文11年（1542年）、尾張国葉栗郡島村にて兼松清秀の子として誕生した。
織田信長に仕え、桶狭間の戦いで初陣を飾る。最初は下級武士であったが、戦功を挙げて信長の馬廻衆として活躍したとされる。本能寺の変後は、尾張に戻り織田信雄に仕えて、小牧・長久手の戦いでも信雄に属して戦っている。信雄の没落後は、羽柴秀吉の黄母衣衆として活躍、豊臣秀次に一時属するが、秀次の死後は再び秀吉に仕え、秀吉の没後は徳川家康に仕えた。慶長5年（1600年）、会津征伐に家康に従い、西に転じて岐阜城攻め、関ヶ原の戦いに従軍した。戦後、家康の子・松平忠吉の与力となり2600石を知行。忠吉が早世したのち、徳川義直に仕え、尾張藩士となった。尾張国の国主が代々替わっても、正吉は同領地を収めたいわゆる寄騎扱いだったとされる。
寛永3年（1627年）、死去。

## 逸話
- 天正元年（1573年）8月、朝倉義景との刀根坂の戦いの折、正吉は敵の首級をとって信長の御前に参上したが、裸足で山中を駆け回ったために、足が血に染まっていた。信長は彼の働きを賞して、日ごろ携帯している足半（あしなか、草履のかかと部分がないもの）を与えた（『信長公記』巻6）。この足半は子孫累代家宝として現在に伝えられ（現在は名古屋市秀吉清正記念館蔵、名古屋市指定文化財）、右上の肖像画でも長刀の下に描かれている。
- 元亀元年（1570年）の姉川の戦いに従軍し陣中で正月を迎えて、河原に自生していた蘆で臨時に飾りを作り、武運を祈ったのが門松の始まりという巷説が残る。
- 石山合戦の天満の森の戦いで、毛利秀頼とともに石山本願寺方の将・長末新七郎を突き伏せたが、お互いが首級を取らせようと譲らず、機を失い両人とも首級をとれなかった。
- 慶長5年（1600年）、関ヶ原の戦いの前哨戦・米野の戦いでは、若い頃から親交の深く、当時は敵方である織田秀信の家臣となっていた津田元綱と戦場で再会する。槍を交えて一騎討ちを行ったが、共に相手を討つつもりはなく、頃合いを見計らって互いの健闘を称えながら去っていったという。なお、元綱は戦後鳥取藩家老となって家名を残している。